# Quivières
Quivières – miejscowość i gmina we Francji, w regionie Hauts-de-France, w departamencie Somma.
Według danych na rok 20911 gminę zamieszkiwało 167 osób, a gęstość zaludnienia wynosiła 24 osoby/km² (wśród 2293 gmin Pikardii Quivières plasuje się na 808. miejscu pod względem liczby ludności, natomiast pod względem powierzchni na miejscu 710.).